# صياد الليل (فلم)
صياد الليل (بالإنجليزية: Night Hunter) فيلم إثارة كندي لعام 2018  من تأليف وإخراج ديفيد رايموند، وكان في الأصل عنوانه "نوميس Nomis". الفيلم من بطولة هنري كافيل، بن كينجسلي، ألكسندرا داداريو، ستانلي توتشي، بريندان فليتشر، مينكا كيلي، وناثان فيليون وتدور الأحداث حول قاتل متسلسل قضى وقتاً طويلاً في اختطاف الفتيات وقتلهن.
عرض لأول مرة في مهرجان لوس أنجلوس السينمائي في 28 سبتمبر 2018، ثم أصدرته شركة (دايركت تي في) في 8 أغسطس 2019 على فيديو عند الطلب، وأصدرته شركة "سابان Saban" إلى دور العرض في 6 سبتمبر 2019.
منح موقع قاعدة بيانات الأفلام على الإنترنت (IMDB) الفيلم درجة 5.9/ 10.
منح موقع قاعدة بيانات الأفلام العربية "السينما.كوم" الفيلم درجة 5.1/ 10.

## طاقم التمثيل
هنري كافيل: في دور والتر مارشال (محقق الشرطة)
بن كينجسلي: في دور مايكل كوبر (حارس القانون)
ألكسندرا داداريو: في دور راشيل تشيس (عالمة نفسانية)
ستانلي توتشي: في دور المفوض هاربر (رئيس مارشال)
بريندان فليتشر: في دور سيمون ستولز / نوميس ستولز (توأم)
مينكا كيلي: في دور أنجي (زوجة مارشال السابقة)
ناثان فيليون: في دور ماثيو كوين (زميل مارشال)
مفو كواهو: في دور غلاسو (زميل مارشال)
إيما تريمبلاي: في دور فاي (ابنة مارشال المراهقة)
إليانا جونز: في دور لارا (ابنة كوبر بالتبني)
دانييلا لافندر: في دور ديكرمان (محققة زميلة مارشال)
بيفرلي نوكو: في دور بيغز
ديلان بن: في دور صوفيا
كارلين بورشيل: في دور إيمي ستولز (والدة سيمون) 

## أحداث الفيلم
يعثر رجال الشرطة على جثة امرأة شابة في شاحنة تحمل أخشاب في مينيسوتا، يشتبه المحقق والتر مارشال (هنري كافيل) في أن الضحية قفزت إلى الشاحنة من أعلى هرباً من مطاردها. تحدث انفراجة، عن غير قصد في القضية، عندما يقوم القاضي السابق مايكل كوبر (بن كينجسلي) بنشاط غير رسمي للقبض على رجل يستغل النساء مما يؤدي إلى اختطاف لارا (إليانا جونز) وهي ابنة كوبر بالتبني التي يستخدمها كطعم لاستدراج الرجال المتحرشين. يعثر مارشال على لارا مع شابات أسيرات أخريات في بيت منعزل يملكه سايمون ستولز (بريندان فليتشر)، وهو رجل يبدو أنه يعاني من إعاقة عقلية. يلقي مارشال القبض على سايمون وتحاول تحقيقات الشرطة، بمساعدة عالمة علم النفس راشيل تشيس (ألكسندرا داداريو)، تحديد ما إذا كان مسؤولاً عن عمليات الاختطاف. يكشف التحقيق أن سايمون مولود نتيجة إغتصاب والدته التي حاولت الانتحار قبل أن تلده.
أثناء احتجاز سايمون تجد الشرطة نفسها مستهدفة من مهاجم آخر حيث يموت فني الشرطة ماثيو كوين (ناثان فيليون) في انفجار سيارة مفخخة، ويتم إجبار زميله فني الشرطة غلاسو (مفو كواهو) على إطلاق سراح سايمون عندما تتعرض حياة ابنته الرضيعة للتهديد. تعيد الشرطة القبض على سايمون ويكتشف كوبر أن لارا مفقودة. يكشف مارشال أن سايمون له شقيق توأم وهو العقل المدبر في عمليات الاختطاف بينما الآخر معاق عقليًا حقًا. يقتل التوأم القاضي كوبر ويختطفان محققة الشرطة راشيل تشيس بعد النجاح في الهروب.
يستطيع مارشال وفريق الشرطة تحديد مكان التوأمين، باستخدام جهاز تعقب تركه سايمون في مركز الشرطة، بجوار بحيرة جليدية حيث يحتجزان راشيل ولارا. تهرب لارا ويصطحب مارشال الأخ المعاق عقليًا كرهينة لإقناع الأخ الآخر بالإفراج عن راشيل. بعد إطلاق سراح راشيل، يطلق مارشال سراح التوأم المعاق ذهنياً ويشجعه ليعانق أخيه مما يتسبب في سقوط الأخوين عبر الجليد وغرقهما.
تقرأ لارا رسالة من كوبر يشكرها على كل ما فعلته، بينما يزور مارشال ابنته فاي برفقة راشيل ، وتسأل الابنة صديقة الوالد: "من أنت؟ هل أنت متزوجة؟ وينطلق مارشال بسيارته بصحبة الابنة والصديقة الجديدة.

## إنتاج الفيلم
قدمت الشركة المنتجة "فورتيتيود العالمية" الفيلم للمشترين في مهرجان برلين السينمائي الدولي. كتب ديفيد ريموند الفيلم وأخرجه وكان أيضًا منتجًا جنبًا إلى جنب مع روبرت أوغدن بارنوم من شركة فورتيتيود وكريس بيتيت من آريز بيكتشرز وجيف بيسلي للمخرج بافالو جالس. كان ريك دوغديل أيضًا منتجًا وأيضا كانت نادين دي باروس من فريق فورتيتيود.
تم الإعلان عن اشتراك هنري كافيل وبن كينجسلي وألكسندرا داداريو في 10 فبراير 2017، والإعلان عن مينكا كيلي وستانلي توتشي وناثان فيليون وبريندان فليتشر في 7 مارس 2017 بعد بدء التصوير  الذي بدأ في 25 فبراير 2017 في وينيبيج، مانيتوبا، واكتمل في 3 أبريل 2017.

## استقبال الفيلم
منح موقع "الطماطم الفاسدة" الفيلم تقييماً مقداره 14% بناءاً على آراء 35 ناقداً سينمائياً، وكتب إجماع نقاد الموقع: "يهدر "صياد الليل" المتقلب والمبتذل، إمكانيات طاقم التمثيل الصلب ويسعى وراء الإثارة والمغامرة التي ترفض بعناد أن تتحقق."
منح موقع "ميتاكريتيك" الفيلم تقييماً مقداره 31% بناءاً على آراء 10 نقاد.
وصف روجر مور من موقع "موفي نيشن" الفيلم بأنه: "متصدع وغير متماسك" وانتقده "لوجود الكثير من الفوضى والجنون والانعطافات غير المنطقية"، وخلص إلى أنه "مهما كان الترابط الذي رآه طاقم التمثيل عند قراءة السيناريو ولكن ذلك قد فقد من الصفحات إلى التصوير"، ومنح الفيلم 1.5 / 4 نجوم. وصف جاستن لوي، من مجلة هوليوود ريبورتر، حبكة الفيلم بأنها "معقدة للغاية"، مشيرًا إلى أن "الإشارات السردية والأسلوبية إلى أفلام "سبعة" عام 1995، وفيلم "انقسام" 2016، و"صمت الحملان" 1991 وغيرها من أفلام الإثارة والقتل المتسلسل لم تنجح إلا في إظهار مدى عدم كفاية هذا الفيلم للمقارنة."

## جوائز وترشيحات
جوائز (UBCP) و(ACTRA) فانكوفر 2020: فاز بجائزة (UBCP) لأفضل أداء داعم من الرجال (بريندان فليتشر) 
جوائز اكترا ACTRA 2021: رشح لجائزة اكترا لأفضل أداء حيلة (تيري راي) 

## وصلات خارجية
- صياد الليل على موقع IMDb (الإنجليزية)
- صياد الليل على موقع ميتاكريتيك (الإنجليزية)
- صياد الليل على موقع روتن توميتوز (الإنجليزية)
- صياد الليل على موقع قاعدة بيانات الأفلام العربية
- صياد الليل على موقع ألو سيني (الفرنسية)
- صياد الليل على موقع أول موفي (الإنجليزية)
- صياد الليل على موقع فيلمافينيتي (الإسبانية)
- صياد الليل على موقع قاعدة بيانات الفيلم (الإنجليزية)
- صياد الليل على موقع ليتربوكسد (الإنجليزية)
- صياد الليل على موقع كينوبويسك (الروسية)

https://www.blu-ray.com/Night-Hunter/727458/ صياد الليل (فلم)